# Montcaret
Montcaret település Franciaországban, Dordogne megyében. Lakosainak száma 1405 fő (2022. január 1.). Montcaret Montpeyroux, Bonneville-et-Saint-Avit-de-Fumadières, Lamothe-Montravel, Vélines, Saint-Seurin-de-Prats és Saint-Michel-de-Montaigne községekkel határos.

## Népesség
A település népességének változása:
| Lakosok száma | 1045 | 1071 | 1099 | 1343 | 1437 | 1431 | 1455 | 1476 | 1453 | 1405 |
|               | 1968 | 1982 | 1990 | 2006 | 2013 | 2015 | 2017 | 2019 | 2020 | 2022 |